# Bahrain Victorious
Bahrain Victorious (Kod UCI: TBV) – kolarska zawodowa grupa z Bahrajnu. Powstała w sezonie 2017, od początku występuje w najwyższej dywizji UCI WorldTeams.

## Nazwa grupy w poszczególnych latach
| lata      | nazwa              |
| --------- | ------------------ |
| 2017–2019 | Bahrain-Merida     |
| 2020      | Bahrain McLaren    |
| od 2021   | Bahrain Victorious |

## Obecny skład (2024)
| Skład drużyny 2024                          | Skład drużyny 2024   | Skład drużyny 2024 | Skład drużyny 2024                           |
| Imię i nazwisko                             | Data urodzenia       | Państwo            | Poprzednia grupa                             |
| ------------------------------------------- | -------------------- | ------------------ | -------------------------------------------- |
| Yukiya Arashiro                             | 22 września 1984     | Japonia            | Lampre-Merida (2016)                         |
| Nikias Arndt                                | 18 listopada 1991    | Niemcy             | Team DSM (2022)                              |
| Phil Bauhaus                                | 8 lipca 1994         | Niemcy             | Team Sunweb (2018)                           |
| Pello Bilbao                                | 25 lutego 1990       | Hiszpania          | Astana (2019)                                |
| Alberto Bruttomesso                         | 30 października 2003 | Włochy             | Cycling Team Friuli ASD (2023)               |
| Santiago Buitrago                           | 26 września 1999     | Kolumbia           | Team Cinelli (2019)                          |
| Nicolo Buratti                              | 7 lipca 2001         | Włochy             | Cycling Team Friuli ASD (2023)               |
| Damiano Caruso                              | 12 października 1987 | Włochy             | BMC Racing Team (2018)                       |
| Matevž Govekar                              | 17 kwietnia 2000     | Słowenia           | Tirol KTM Cycling Team (2022)                |
| Kamil Gradek                                | 17 września 1990     | Polska             | Vini Zabù (2021)                             |
| Jack Haig                                   | 6 września 1993      | Australia          | Mitchelton-Scott (2020)                      |
| Rainer Kepplinger                           | 19 sierpnia 1997     | Austria            | Hrinkow Advarics (2022)                      |
| Ahmed Madan                                 | 25 sierpnia 2000     | Bahrajn            | Bahrain Cycling Academy (2020)               |
| Fran Miholjević                             | 2 sierpnia 2002      | Chorwacja          | Cycling Team Friuli ASD (2022)               |
| Matej Mohorič                               | 19 października 1994 | Słowenia           | UAE Team Emirates (2017)                     |
| Andrea Pasqualon                            | 2 stycznia 1988      | Włochy             | Intermarché-Wanty-Gobert Matériaux (2022)    |
| Finlay Pickering                            | 27 stycznia 2003     | Wielka Brytania    | Trinity Racing (2023)                        |
| Wout Poels                                  | 1 października 1987  | Holandia           | Team Ineos (2019)                            |
| Johan Price-Pejtersen                       | 26 maja 1999         | Dania              | Uno-X Pro Cycling Team (2021)                |
| Dušan Rajović                               | 19 listopada 1997    | Serbia             | Team Corratec (2022)                         |
| Cameron Scott                               | 4 stycznia 1998      | Australia          | ARA Pro Racing Sunshine Coast (2022)         |
| Jasha Sütterlin                             | 4 listopada 1992     | Niemcy             | Team DSM (2021)                              |
| Antonio Tiberi                              | 24 czerwca 2001      | Włochy             | Trek-Segafredo (2023)                        |
| Torstein Træen                              | 16 lipca 1995        | Norwegia           | Uno-X Pro Cycling Team (2023)                |
| Tu Sergio                                   | 24 lutego 1997       | Chińskie Tajpej    | Cycling Team Friuli ASD (2022)               |
| Fred Wright                                 | 13 czerwca 1999      | Wielka Brytania    | 100% me (2018)                               |
| Edoardo Zambanini                           | 21 kwietnia 2001     | Włochy             | Zalf Euromobil Fior (2021)                   |
| Łukasz Wiśniowski (1 mar–31 gru)            | 7 grudnia 1991       | Polska             | EF Education-EasyPost (2023)                 |
| Robert Stannard (19 sie–31 gru)             | 16 września 1998     | Australia          | Alpecin-Deceuninck (2023)                    |
| Daniel Skerl (1 sie–31 gru, stażysta)       | 21 marca 2003        | Włochy             | CTF Victorious (2024)                        |
| Max van der Meulen (1 sie–31 gru, stażysta) | 13 stycznia 2004     | Holandia           | Development Team DSM-Firmenich (2023)        |
| Vlad Van Mechelen (1 sie–31 gru, stażysta)  | 2 czerwca 2004       | Belgia             | Development Team dsm-firmenich PostNL (2024) |
|                                             |                      |                    |                                              |
| Źródło: ProCyclingStats                     |                      |                    |                                              |

## Sezony

### 2023

#### Skład
| Skład drużyny 2023                       | Skład drużyny 2023   | Skład drużyny 2023 | Skład drużyny 2023                        |
| Imię i nazwisko                          | Data urodzenia       | Państwo            | Poprzednia grupa                          |
| ---------------------------------------- | -------------------- | ------------------ | ----------------------------------------- |
| Yukiya Arashiro                          | 22 września 1984     | Japonia            | Lampre-Merida (2016)                      |
| Nikias Arndt                             | 18 listopada 1991    | Niemcy             | Team DSM (2022)                           |
| Phil Bauhaus                             | 8 lipca 1994         | Niemcy             | Team Sunweb (2018)                        |
| Pello Bilbao                             | 25 lutego 1990       | Hiszpania          | Astana (2019)                             |
| Santiago Buitrago                        | 26 września 1999     | Kolumbia           | Team Cinelli (2019)                       |
| Damiano Caruso                           | 12 października 1987 | Włochy             | BMC Racing Team (2018)                    |
| Matevž Govekar                           | 17 kwietnia 2000     | Słowenia           | Tirol KTM Cycling Team (2022)             |
| Kamil Gradek                             | 17 września 1990     | Polska             | Vini Zabù (2021)                          |
| Jack Haig                                | 6 września 1993      | Australia          | Mitchelton-Scott (2020)                   |
| Heinrich Haussler (1 sty–7 kwi, Przypis) | 25 lutego 1984       | Australia          | IAM Cycling (2016)                        |
| Rainer Kepplinger                        | 19 sierpnia 1997     | Austria            | Hrinkow Advarics (2022)                   |
| Mikel Landa                              | 13 grudnia 1989      | Hiszpania          | Movistar Team (2019)                      |
| Filip Maciejuk                           | 3 września 1999      | Polska             | Leopard Pro Cycling (2021)                |
| Gino Mäder (1 sty–16 cze, Przypis)       | 4 stycznia 1997      | Szwajcaria         | NTT Pro Cycling (2020)                    |
| Fran Miholjević                          | 2 sierpnia 2002      | Chorwacja          | Cycling Team Friuli ASD (2022)            |
| Jonathan Milan                           | 1 października 2000  | Włochy             | Cycling Team Friuli ASD (2020)            |
| Matej Mohorič                            | 19 października 1994 | Słowenia           | UAE Team Emirates (2017)                  |
| Andrea Pasqualon                         | 2 stycznia 1988      | Włochy             | Intermarché-Wanty-Gobert Matériaux (2022) |
| Hermann Pernsteiner                      | 7 sierpnia 1990      | Austria            | Amplatz-BMC (2017)                        |
| Wout Poels                               | 1 października 1987  | Holandia           | Team Ineos (2019)                         |
| Johan Price-Pejtersen                    | 26 maja 1999         | Dania              | Uno-X Pro Cycling Team (2021)             |
| Dušan Rajović                            | 19 listopada 1997    | Serbia             | Team Corratec (2022)                      |
| Cameron Scott                            | 4 stycznia 1998      | Australia          | ARA Pro Racing Sunshine Coast (2022)      |
| Jasha Sütterlin                          | 4 listopada 1992     | Niemcy             | Team DSM (2021)                           |
| Tu Sergio                                | 24 lutego 1997       | Chińskie Tajpej    | Cycling Team Friuli ASD (2022)            |
| Fred Wright                              | 13 czerwca 1999      | Wielka Brytania    | 100% me (2018)                            |
| Edoardo Zambanini                        | 21 kwietnia 2001     | Włochy             | Zalf Euromobil Fior (2021)                |
| Ahmed Madan                              | 25 sierpnia 2000     | Bahrajn            | Bahrain Cycling Academy (2020)            |
| Nicolo Buratti (11 kwi–31 gru)           | 7 lipca 2001         | Włochy             | Cycling Team Friuli ASD (2023)            |
| Antonio Tiberi (1 cze–31 gru)            | 24 czerwca 2001      | Włochy             | Trek-Segafredo (2023)                     |
|                                          |                      |                    |                                           |
| Źródło: ProCyclingStats                  |                      |                    |                                           |

Przypis: Heinrich Haussler, koniec kariery
Przypis: Gino Mäder, śmierć

#### Zwycięstwa
| Zwycięstwa      | Zwycięstwa                                         | Zwycięstwa       | Zwycięstwa | Zwycięstwa        | Zwycięstwa |
| Data            | Wyścig                                             | Państwo          | Kategoria  | Zwycięzca         |            |
| --------------- | -------------------------------------------------- | ---------------- | ---------- | ----------------- | ---------- |
| 18 sty          | Tour Down Under, 1. etap                           | Australia        | 2.UWT      | Phil Bauhaus      |            |
| 20 sty          | Tour Down Under, 3. etap                           | Australia        | 2.UWT      | Pello Bilbao      |            |
| 31 sty          | AlUla Tour, 2. etap                                | Arabia Saudyjska | 2.1        | Jonathan Milan    |            |
| 7 maj           | Giro d'Italia, 2. etap                             | Włochy           | 2.UWT      | Jonathan Milan    |            |
| 26 maj          | Giro d'Italia, 19. etap                            | Włochy           | 2.UWT      | Santiago Buitrago |            |
| 18 cze          | Dirka po Sloveniji, 5. etap                        | Słowenia         | 2.Pro      | Matej Mohorič     |            |
| 22 cze          | Mistrzostwa Chorwacji – jazda indywidualna na czas | Chorwacja        | CN         | Fran Miholjević   |            |
| 25 cze          | Mistrzostwa Wielkiej Brytanii – start wspólny      | Wielka Brytania  | CN         | Fred Wright       |            |
| 25 cze          | Mistrzostwa Serbii – wyścig ze startu wspólnego    | Serbia           | CN         | Dušan Rajović     |            |
| 11 lip          | Tour de France, 10. etap                           | Francja          | 2.UWT      | Pello Bilbao      |            |
| 16 lip          | Tour de France, 15. etap                           | Francja          | 2.UWT      | Wout Poels        |            |
| 21 lip          | Tour de France, 19. etap                           | Francja          | 2.UWT      | Matej Mohorič     |            |
| 30 lip          | Tour de Pologne, 2. etap                           | Polska           | 2.UWT      | Matej Mohorič     |            |
| 4 sierpnia 2023 | Tour de Pologne, klasyfikacja generalna            | Polska           | 2.UWT      | Matej Mohorič     |            |
| 27 sie          | Benelux Tour, 5. etap                              | Belgia           | 2.UWT      | Matej Mohorič     |            |
| 16 wrz          | Vuelta a España, 20. etap                          | Hiszpania        | 2.UWT      | Wout Poels        |            |
| 29 wrz          | Tour of Croatia, 4. etap                           | Chorwacja        | 2.1        | Matej Mohorič     |            |
| 13 paź          | Tour of Guangxi, 2. etap                           | Chiny            | 2.UWT      | Jonathan Milan    |            |

### 2022

#### Skład
| Skład drużyny 2022                       | Skład drużyny 2022   | Skład drużyny 2022 | Skład drużyny 2022             |
| Imię i nazwisko                          | Data urodzenia       | Państwo            | Poprzednia grupa               |
| ---------------------------------------- | -------------------- | ------------------ | ------------------------------ |
| Yukiya Arashiro                          | 22 września 1984     | Japonia            | Lampre-Merida (2016)           |
| Phil Bauhaus                             | 8 lipca 1994         | Niemcy             | Team Sunweb (2018)             |
| Pello Bilbao                             | 25 lutego 1990       | Hiszpania          | Astana (2019)                  |
| Santiago Buitrago                        | 26 września 1999     | Kolumbia           | Team Cinelli (2019)            |
| Damiano Caruso                           | 12 października 1987 | Włochy             | BMC Racing Team (2018)         |
| Sonny Colbrelli                          | 17 maja 1990         | Włochy             | Bardiani CSF (2016)            |
| Feng Chun-kai                            | 2 listopada 1988     | Chińskie Tajpej    | Lampre-Merida (2016)           |
| Kamil Gradek                             | 17 września 1990     | Polska             | Vini Zabù (2021)               |
| Jack Haig                                | 6 września 1993      | Australia          | Mitchelton-Scott (2020)        |
| Heinrich Haussler                        | 25 lutego 1984       | Australia          | IAM Cycling (2016)             |
| Mikel Landa                              | 13 grudnia 1989      | Hiszpania          | Movistar Team (2019)           |
| Filip Maciejuk                           | 3 września 1999      | Polska             | Leopard Pro Cycling (2021)     |
| Ahmed Madan                              | 25 sierpnia 2000     | Bahrajn            | Bahrain Cycling Academy (2020) |
| Gino Mäder                               | 4 stycznia 1997      | Szwajcaria         | NTT Pro Cycling (2020)         |
| Jonathan Milan                           | 1 października 2000  | Włochy             | Cycling Team Friuli ASD (2020) |
| Matej Mohorič                            | 19 października 1994 | Słowenia           | UAE Team Emirates (2017)       |
| Domen Novak                              | 12 lipca 1995        | Słowenia           | Adria Mobil (2016)             |
| Alejandro Osorio (1 sty–31 mar)          | 28 maja 1998         | Kolumbia           | Caja Rural-Seguros RGA (2021)  |
| Hermann Pernsteiner                      | 7 sierpnia 1990      | Austria            | Amplatz-BMC (2017)             |
| Wout Poels                               | 1 października 1987  | Holandia           | Team Ineos (2019)              |
| Johan Price-Pejtersen                    | 26 maja 1999         | Dania              | Uno-X Pro Cycling Team (2021)  |
| Luis León Sánchez                        | 24 listopada 1983    | Hiszpania          | Astana-Premier Tech (2021)     |
| Jasha Sütterlin                          | 4 listopada 1992     | Niemcy             | Team DSM (2021)                |
| Dylan Teuns (1 sty–4 sie, Przypis)       | 1 marca 1992         | Belgia             | BMC Racing Team (2018)         |
| Jan Tratnik                              | 23 lutego 1990       | Słowenia           | CCC Sprandi Polkowice (2018)   |
| Stephen Williams                         | 9 czerwca 1996       | Wielka Brytania    | SEG Racing Academy (2018)      |
| Fred Wright                              | 13 czerwca 1999      | Wielka Brytania    | 100% me (2018)                 |
| Edoardo Zambanini                        | 21 kwietnia 2001     | Włochy             | Zalf Euromobil Fior (2021)     |
| Matevž Govekar (1 cze–31 gru)            | 17 kwietnia 2000     | Słowenia           | Tirol KTM Cycling Team (2022)  |
| Fran Miholjević (1 sie–31 gru, stażysta) | 2 sierpnia 2002      | Chorwacja          | Cycling Team Friuli ASD (2022) |
|                                          |                      |                    |                                |
| Źródła: ProCyclingStats Cycling Archives |                      |                    |                                |

Przypis: Dylan Teuns, zmiana drużyny

#### Zwycięstwa
| Zwycięstwa          | Zwycięstwa                                        | Zwycięstwa       | Zwycięstwa | Zwycięstwa        | Zwycięstwa |
| Data                | Wyścig                                            | Państwo          | Kategoria  | Zwycięzca         |            |
| ------------------- | ------------------------------------------------- | ---------------- | ---------- | ----------------- | ---------- |
| 2 lut               | AlUla Tour, 2. etap                               | Arabia Saudyjska | 2.1        | Santiago Buitrago |            |
| 11 lut              | Mistrzostwa Bahrajnu – start wspólny              | Bahrajn          | CN         | Ahmed Madan       |            |
| 18 lut              | Mistrzostwa Bahrajnu – jazda indywidualna na czas | Bahrajn          | CN         | Ahmed Madan       |            |
| 19 lut              | Vuelta a Andalucía, 4. etap                       | Hiszpania        | 2.Pro      | Wout Poels        |            |
| 20 lutego 2022      | Vuelta a Andalucía, klasyfikacja generalna        | Hiszpania        | 2.Pro      | Wout Poels        |            |
| 13 mar              | Tirreno-Adriático, 7. etap                        | Włochy           | 2.UWT      | Phil Bauhaus      |            |
| 19 mar              | Mediolan-San Remo                                 | Włochy           | 1.UWT      | Matej Mohorič     |            |
| 26 mar              | Mistrzostwa Azji U23 – jazda indywidualna na czas | Uzbekistan       | CC         | Ahmed Madan       |            |
| 6 kwi               | Vuelta al País Vasco, 3. etap                     | Hiszpania        | 2.UWT      | Pello Bilbao      |            |
| 19 kwi              | Tour of the Alps, 2. etap                         | Włochy           | 2.Pro      | Pello Bilbao      |            |
| 20 kwi              | La Flèche Wallonne                                | Belgia           | 1.UWT      | Dylan Teuns       |            |
| 27 kwi              | Tour de Romandie, 1. etap                         | Szwajcaria       | 2.UWT      | Dylan Teuns       |            |
| 25 maj              | Giro d'Italia, 17. etap                           | Włochy           | 2.UWT      | Santiago Buitrago |            |
| 12 cze              | Tour de Suisse, 1. etap                           | Szwajcaria       | 2.UWT      | Stephen Williams  |            |
| 23 cze              | Mistrzostwa Słowenii – jazda indywidualna na czas | Słowenia         | CN         | Jan Tratnik       |            |
| 26 cze              | Mistrzostwa Japonii – start wspólny               | Japonia          | CN         | Yukiya Arashiro   |            |
| 2 sie               | Vuelta a Burgos, 1. etap                          | Hiszpania        | 2.Pro      | Santiago Buitrago |            |
| 3 sie               | Tour de Pologne, 5. etap                          | Polska           | 2.UWT      | Phil Bauhaus      |            |
| 5 sie               | Vuelta a Burgos, 4. etap                          | Hiszpania        | 2.Pro      | Matevž Govekar    |            |
| 27 wrz              | Tour of Croatia, 1. etap                          | Chorwacja        | 2.1        | Jonathan Milan    |            |
| 28 wrz              | Tour of Croatia, 2. etap                          | Chorwacja        | 2.1        | Jonathan Milan    |            |
| 2 października 2022 | Tour of Croatia, klasyfikacja generalna           | Chorwacja        | 2.1        | Matej Mohorič     |            |

### 2021

#### Skład
| Skład drużyny 2021                       | Skład drużyny 2021   | Skład drużyny 2021 | Skład drużyny 2021                      |
| Imię i nazwisko                          | Data urodzenia       | Państwo            | Poprzednia grupa                        |
| ---------------------------------------- | -------------------- | ------------------ | --------------------------------------- |
| Yukiya Arashiro                          | 22 września 1984     | Japonia            | Lampre-Merida (2016)                    |
| Phil Bauhaus                             | 8 lipca 1994         | Niemcy             | Team Sunweb (2018)                      |
| Pello Bilbao                             | 25 lutego 1990       | Hiszpania          | Astana (2019)                           |
| Santiago Buitrago                        | 26 września 1999     | Kolumbia           | Team Cinelli (2019)                     |
| Eros Capecchi                            | 13 czerwca 1986      | Włochy             | Deceuninck-Quick Step (2019)            |
| Damiano Caruso                           | 12 października 1987 | Włochy             | BMC Racing Team (2018)                  |
| Sonny Colbrelli                          | 17 maja 1990         | Włochy             | Bardiani CSF (2016)                     |
| Scott Davies                             | 5 sierpnia 1995      | Wielka Brytania    | Dimension Data (2019)                   |
| Feng Chun-kai                            | 2 listopada 1988     | Chińskie Tajpej    | Lampre-Merida (2016)                    |
| Jack Haig                                | 6 września 1993      | Australia          | Mitchelton-Scott (2020)                 |
| Marco Haller                             | 1 kwietnia 1991      | Austria            | Katusha-Alpecin (2019)                  |
| Heinrich Haussler                        | 25 lutego 1984       | Australia          | IAM Cycling (2016)                      |
| Kevin Inkelaar                           | 8 lipca 1997         | Holandia           | Équipe continentale Groupama-FDJ (2019) |
| Mikel Landa                              | 13 grudnia 1989      | Hiszpania          | Movistar Team (2019)                    |
| Ahmed Madan                              | 25 sierpnia 2000     | Bahrajn            | Bahrain Cycling Academy (2020)          |
| Gino Mäder                               | 4 stycznia 1997      | Szwajcaria         | NTT Pro Cycling (2020)                  |
| Jonathan Milan                           | 1 października 2000  | Włochy             | Cycling Team Friuli ASD (2020)          |
| Matej Mohorič                            | 19 października 1994 | Słowenia           | UAE Team Emirates (2017)                |
| Domen Novak                              | 12 lipca 1995        | Słowenia           | Adria Mobil (2016)                      |
| Mark Padun                               | 6 lipca 1996         | Ukraina            | Colpack (2017)                          |
| Hermann Pernsteiner                      | 7 sierpnia 1990      | Austria            | Amplatz-BMC (2017)                      |
| Wout Poels                               | 1 października 1987  | Holandia           | Team Ineos (2019)                       |
| Marcel Sieberg                           | 30 kwietnia 1982     | Niemcy             | Lotto-Soudal (2018)                     |
| Dylan Teuns                              | 1 marca 1992         | Belgia             | BMC Racing Team (2018)                  |
| Jan Tratnik                              | 23 lutego 1990       | Słowenia           | CCC Sprandi Polkowice (2018)            |
| Rafael Valls                             | 25 czerwca 1987      | Hiszpania          | Movistar Team (2019)                    |
| Stephen Williams                         | 9 czerwca 1996       | Wielka Brytania    | SEG Racing Academy (2018)               |
| Fred Wright                              | 13 czerwca 1999      | Wielka Brytania    | 100% me (2018)                          |
|                                          |                      |                    |                                         |
| Źródła: ProCyclingStats Cycling Archives |                      |                    |                                         |

#### Zwycięstwa
| Zwycięstwa          | Zwycięstwa                                        | Zwycięstwa | Zwycięstwa | Zwycięstwa       | Zwycięstwa |
| Data                | Wyścig                                            | Państwo    | Kategoria  | Zwycięzca        |            |
| ------------------- | ------------------------------------------------- | ---------- | ---------- | ---------------- | ---------- |
| 14 lut              | Tour de La Provence, 4. etap                      | Francja    | 2.Pro      | Phil Bauhaus     |            |
| 22 kwi              | Tour of the Alps, 4. etap                         | Włochy     | 2.Pro      | Pello Bilbao     |            |
| 29 kwi              | Tour de Romandie, 2. etap                         | Szwajcaria | 2.UWT      | Sonny Colbrelli  |            |
| 12 maj              | Tour de Hongrie, 1. etap                          | Węgry      | 2.1        | Phil Bauhaus     |            |
| 13 maj              | Giro d'Italia, 6. etap                            | Włochy     | 2.UWT      | Gino Mäder       |            |
| 14 maj              | Tour de Hongrie, 3. etap                          | Węgry      | 2.1        | Phil Bauhaus     |            |
| 29 maj              | Giro d'Italia, 20. etap                           | Włochy     | 2.UWT      | Damiano Caruso   |            |
| 1 cze               | Critérium du Dauphiné, 3. etap                    | Francja    | 2.UWT      | Sonny Colbrelli  |            |
| 5 cze               | Critérium du Dauphiné, 7. etap                    | Francja    | 2.UWT      | Mark Padun       |            |
| 6 cze               | Critérium du Dauphiné, 8. etap                    | Francja    | 2.UWT      | Mark Padun       |            |
| 9 cze               | Dirka po Sloveniji, 1. etap                       | Słowenia   | 2.Pro      | Phil Bauhaus     |            |
| 13 cze              | Tour de Suisse, 8. etap                           | Szwajcaria | 2.UWT      | Gino Mäder       |            |
| 13 cze              | Dirka po Sloveniji, 5. etap                       | Słowenia   | 2.Pro      | Phil Bauhaus     |            |
| 17 cze              | Mistrzostwa Słowenii – jazda indywidualna na czas | Słowenia   | CN         | Jan Tratnik      |            |
| 20 cze              | Mistrzostwa Włoch – start wspólny                 | Włochy     | CN         | Sonny Colbrelli  |            |
| 20 cze              | Mistrzostwa Słowenii – start wspólny              | Słowenia   | CN         | Matej Mohorič    |            |
| 2 lip               | Tour de France, 7. etap                           | Francja    | 2.UWT      | Matej Mohorič    |            |
| 3 lip               | Tour de France, 8. etap                           | Francja    | 2.UWT      | Dylan Teuns      |            |
| 16 lip              | Tour de France, 19. etap                          | Francja    | 2.UWT      | Matej Mohorič    |            |
| 7 sierpnia 2021     | Vuelta a Burgos, klasyfikacja generalna           | Hiszpania  | 2.Pro      | Mikel Landa      |            |
| 9 sie               | Tour de Pologne, 1. etap                          | Polska     | 2.UWT      | Phil Bauhaus     |            |
| 22 sie              | Vuelta a España, 9. etap                          | Hiszpania  | 2.UWT      | Damiano Caruso   |            |
| 4 wrz               | Benelux Tour, 6. etap                             | Belgia     | 2.UWT      | Sonny Colbrelli  |            |
| 5 września 2021     | Benelux Tour, klasyfikacja generalna              | Belgia     | 2.UWT      | Sonny Colbrelli  |            |
| 5 wrz               | Benelux Tour, 7. etap                             | Belgia     | 2.UWT      | Matej Mohorič    |            |
| 12 wrz              | Mistrzostwa Europy – start wspólny                | Włochy     | CC         | Sonny Colbrelli  |            |
| 18 wrz              | Memorial Marco Pantani                            | Włochy     | 1.1        | Sonny Colbrelli  |            |
| 28 wrz              | Tour of Croatia, 1. etap                          | Chorwacja  | 2.1        | Phil Bauhaus     |            |
| 2 paź               | Tour of Croatia, 5. etap                          | Chorwacja  | 2.1        | Stephen Williams |            |
| 3 paź               | Paryż-Roubaix                                     | Francja    | 1.UWT      | Sonny Colbrelli  |            |
| 3 października 2021 | Tour of Croatia, klasyfikacja generalna           | Chorwacja  | 2.1        | Stephen Williams |            |

### 2020

#### Skład
| Skład drużyny 2020      | Skład drużyny 2020   | Skład drużyny 2020 | Skład drużyny 2020                      |
| Imię i nazwisko         | Data urodzenia       | Państwo            | Poprzednia grupa                        |
| ----------------------- | -------------------- | ------------------ | --------------------------------------- |
| Yukiya Arashiro         | 22 września 1984     | Japonia            | Lampre-Merida (2016)                    |
| Enrico Battaglin        | 17 listopada 1989    | Włochy             | Katusha-Alpecin (2019)                  |
| Phil Bauhaus            | 8 lipca 1994         | Niemcy             | Team Sunweb (2018)                      |
| Pello Bilbao            | 25 lutego 1990       | Hiszpania          | Astana (2019)                           |
| Grega Bole              | 13 sierpnia 1985     | Słowenia           | Nippo-Vini Fantini (2016)               |
| Santiago Buitrago       | 26 września 1999     | Kolumbia           | Team Cinelli (2019)                     |
| Eros Capecchi           | 13 czerwca 1986      | Włochy             | Deceuninck-Quick Step (2019)            |
| Damiano Caruso          | 12 października 1987 | Włochy             | BMC Racing Team (2018)                  |
| Mark Cavendish          | 21 maja 1985         | Wielka Brytania    | Dimension Data (2019)                   |
| Sonny Colbrelli         | 17 maja 1990         | Włochy             | Bardiani CSF (2016)                     |
| Scott Davies            | 5 sierpnia 1995      | Wielka Brytania    | Dimension Data (2019)                   |
| Feng Chun-kai           | 2 listopada 1988     | Chińskie Tajpej    | Lampre-Merida (2016)                    |
| Iván García Cortina     | 20 listopada 1995    | Hiszpania          | Klein Constantia (2016)                 |
| Marco Haller            | 1 kwietnia 1991      | Austria            | Katusha-Alpecin (2019)                  |
| Heinrich Haussler       | 25 lutego 1984       | Australia          | IAM Cycling (2016)                      |
| Kevin Inkelaar          | 8 lipca 1997         | Holandia           | Équipe continentale Groupama-FDJ (2019) |
| Mikel Landa             | 13 grudnia 1989      | Hiszpania          | Movistar Team (2019)                    |
| Matej Mohorič           | 19 października 1994 | Słowenia           | UAE Team Emirates (2017)                |
| Domen Novak             | 12 lipca 1995        | Słowenia           | Adria Mobil (2016)                      |
| Mark Padun              | 6 lipca 1996         | Ukraina            | Colpack (2017)                          |
| Hermann Pernsteiner     | 7 sierpnia 1990      | Austria            | Amplatz-BMC (2017)                      |
| Luka Pibernik           | 23 października 1993 | Słowenia           | Lampre-Merida (2016)                    |
| Wout Poels              | 1 października 1987  | Holandia           | Team Ineos (2019)                       |
| Marcel Sieberg          | 30 kwietnia 1982     | Niemcy             | Lotto-Soudal (2018)                     |
| Dylan Teuns             | 1 marca 1992         | Belgia             | BMC Racing Team (2018)                  |
| Jan Tratnik             | 23 lutego 1990       | Słowenia           | CCC Sprandi Polkowice (2018)            |
| Rafael Valls            | 25 czerwca 1987      | Hiszpania          | Movistar Team (2019)                    |
| Stephen Williams        | 9 czerwca 1996       | Wielka Brytania    | SEG Racing Academy (2018)               |
| Fred Wright             | 13 czerwca 1999      | Wielka Brytania    | 100% me (2018)                          |
|                         |                      |                    |                                         |
| Źródło: ProCyclingStats |                      |                    |                                         |

#### Zwycięstwa
| Zwycięstwa    | Zwycięstwa                                         | Zwycięstwa       | Zwycięstwa | Zwycięstwa          | Zwycięstwa |
| Data          | Wyścig                                             | Państwo          | Kategoria  | Zwycięzca           |            |
| ------------- | -------------------------------------------------- | ---------------- | ---------- | ------------------- | ---------- |
| 6 lut         | AlUla Tour, 3. etap                                | Arabia Saudyjska | 2.1        | Phil Bauhaus        |            |
| 8 lut         | AlUla Tour, 5. etap                                | Arabia Saudyjska | 2.1        | Phil Bauhaus        |            |
| 8 lutego 2020 | AlUla Tour, klasyfikacja generalna                 | Arabia Saudyjska | 2.1        | Phil Bauhaus        |            |
| 23 lut        | Vuelta a Andalucía, 5. etap                        | Hiszpania        | 2.Pro      | Dylan Teuns         |            |
| 10 mar        | Paryż-Nicea, 3. etap                               | Francja          | 2.UWT      | Iván García Cortina |            |
| 2 sie         | Circuito de Getxo                                  | Hiszpania        | 1.1        | Damiano Caruso      |            |
| 2 sie         | Route d’Occitanie, 2. etap                         | Francja          | 2.1        | Sonny Colbrelli     |            |
| 21 sie        | Mistrzostwa Hiszpanii – jazda indywidualna na czas | Hiszpania        | CN         | Pello Bilbao        |            |

### 2019

#### Skład
| Skład drużyny 2019                       | Skład drużyny 2019   | Skład drużyny 2019 | Skład drużyny 2019                   |
| Imię i nazwisko                          | Data urodzenia       | Państwo            | Poprzednia grupa                     |
| ---------------------------------------- | -------------------- | ------------------ | ------------------------------------ |
| Valerio Agnoli                           | 6 stycznia 1985      | Włochy             | Astana (2016)                        |
| Yukiya Arashiro                          | 22 września 1984     | Japonia            | Lampre-Merida (2016)                 |
| Phil Bauhaus                             | 8 lipca 1994         | Niemcy             | Team Sunweb (2018)                   |
| Grega Bole                               | 13 sierpnia 1985     | Słowenia           | Nippo-Vini Fantini (2016)            |
| Damiano Caruso                           | 12 października 1987 | Włochy             | BMC Racing Team (2018)               |
| Sonny Colbrelli                          | 17 maja 1990         | Włochy             | Bardiani CSF (2016)                  |
| Rohan Dennis (1 sty–13 wrz)              | 28 maja 1990         | Australia          | BMC Racing Team (2018)               |
| Feng Chun-kai                            | 2 listopada 1988     | Chińskie Tajpej    | Lampre-Merida (2016)                 |
| Iván García Cortina                      | 20 listopada 1995    | Hiszpania          | Klein Constantia (2016)              |
| Andrea Garosio                           | 12 czerwca 1993      | Włochy             | D'Amico-Utensilnord (2018)           |
| Heinrich Haussler                        | 25 lutego 1984       | Australia          | IAM Cycling (2016)                   |
| Kristijan Koren (1 sty–15 maj, Przypis)  | 25 listopada 1986    | Słowenia           | Cannondale-Drapac (2017)             |
| Matej Mohorič                            | 19 października 1994 | Słowenia           | UAE Team Emirates (2017)             |
| Vincenzo Nibali                          | 14 listopada 1984    | Włochy             | Astana (2016)                        |
| Domen Novak                              | 12 lipca 1995        | Słowenia           | Adria Mobil (2016)                   |
| Mark Padun                               | 6 lipca 1996         | Ukraina            | Colpack (2017)                       |
| Hermann Pernsteiner                      | 7 sierpnia 1990      | Austria            | Amplatz-BMC (2017)                   |
| Luka Pibernik                            | 23 października 1993 | Słowenia           | Lampre-Merida (2016)                 |
| Domenico Pozzovivo                       | 30 listopada 1982    | Włochy             | AG2R La Mondiale (2017)              |
| Marcel Sieberg                           | 30 kwietnia 1982     | Niemcy             | Lotto-Soudal (2018)                  |
| Dylan Teuns                              | 1 marca 1992         | Belgia             | BMC Racing Team (2018)               |
| Jan Tratnik                              | 23 lutego 1990       | Słowenia           | CCC Sprandi Polkowice (2018)         |
| Wang Meiyin                              | 26 grudnia 1988      | Chiny              | Wisdom-Hengxiang Cycling Team (2016) |
| Stephen Williams                         | 9 czerwca 1996       | Wielka Brytania    | SEG Racing Academy (2018)            |
| Antonio Nibali                           | 23 września 1992     | Włochy             | Nippo-Vini Fantini (2016)            |
|                                          |                      |                    |                                      |
| Źródła: ProCyclingStats Cycling Quotient |                      |                    |                                      |

Przypis: Kristijan Koren, doping wydolnościowy

#### Zwycięstwa
| Zwycięstwa | Zwycięstwa                     | Zwycięstwa        | Zwycięstwa | Zwycięstwa          | Zwycięstwa |
| Data       | Wyścig                         | Państwo           | Kategoria  | Zwycięzca           |            |
| ---------- | ------------------------------ | ----------------- | ---------- | ------------------- | ---------- |
| 19 lut     | Tour of Oman, 4. etap          | Oman              | 2.HC       | Sonny Colbrelli     |            |
| 30 kwi     | Tour de Romandie, prolog       | Szwajcaria        | 2.UWT      | Jan Tratnik         |            |
| 16 maj     | Tour of California, 5. etap    | Stany Zjednoczone | 2.UWT      | Iván García Cortina |            |
| 10 cze     | Critérium du Dauphiné, 2. etap | Francja           | 2.UWT      | Dylan Teuns         |            |
| 15 cze     | Tour de Suisse, 1. etap        | Szwajcaria        | 2.UWT      | Rohan Dennis        |            |
| 11 lip     | Tour de France, 6. etap        | Francja           | 2.UWT      | Dylan Teuns         |            |

### 2018

#### Skład
| Skład drużyny 2018                       | Skład drużyny 2018   | Skład drużyny 2018 | Skład drużyny 2018                   |
| Imię i nazwisko                          | Data urodzenia       | Państwo            | Poprzednia grupa                     |
| ---------------------------------------- | -------------------- | ------------------ | ------------------------------------ |
| Valerio Agnoli                           | 6 stycznia 1985      | Włochy             | Astana (2016)                        |
| Yukiya Arashiro                          | 22 września 1984     | Japonia            | Lampre-Merida (2016)                 |
| Manuele Boaro                            | 12 marca 1987        | Włochy             | Tinkoff (2016)                       |
| Grega Bole                               | 13 sierpnia 1985     | Słowenia           | Nippo-Vini Fantini (2016)            |
| Niccolò Bonifazio                        | 29 października 1993 | Włochy             | Trek-Segafredo (2016)                |
| Borut Božič                              | 8 sierpnia 1980      | Słowenia           | Cofidis, Solutions Crédits (2016)    |
| Sonny Colbrelli                          | 17 maja 1990         | Włochy             | Bardiani CSF (2016)                  |
| Feng Chun-kai                            | 2 listopada 1988     | Chińskie Tajpej    | Lampre-Merida (2016)                 |
| Iván García Cortina                      | 20 listopada 1995    | Hiszpania          | Klein Constantia (2016)              |
| Enrico Gasparotto                        | 22 marca 1982        | Włochy             | Wanty-Groupe Gobert (2016)           |
| Heinrich Haussler                        | 25 lutego 1984       | Australia          | IAM Cycling (2016)                   |
| Gorka Izagirre                           | 7 października 1987  | Hiszpania          | Movistar Team (2017)                 |
| Ion Izagirre                             | 4 lutego 1989        | Hiszpania          | Movistar Team (2016)                 |
| Kristijan Koren                          | 25 listopada 1986    | Słowenia           | Cannondale-Drapac (2017)             |
| Matej Mohorič                            | 19 października 1994 | Słowenia           | UAE Team Emirates (2017)             |
| Ramūnas Navardauskas                     | 30 stycznia 1988     | Litwa              | Cannondale-Drapac (2016)             |
| Antonio Nibali                           | 23 września 1992     | Włochy             | Nippo-Vini Fantini (2016)            |
| Vincenzo Nibali                          | 14 listopada 1984    | Włochy             | Astana (2016)                        |
| Domen Novak                              | 12 lipca 1995        | Słowenia           | Adria Mobil (2016)                   |
| Mark Padun                               | 6 lipca 1996         | Ukraina            | Colpack (2017)                       |
| Franco Pellizotti                        | 15 stycznia 1978     | Włochy             | Androni Giocattoli-Sidermec (2016)   |
| David Per                                | 13 lutego 1995       | Słowenia           | Adria Mobil (2016)                   |
| Hermann Pernsteiner                      | 7 sierpnia 1990      | Austria            | Amplatz-BMC (2017)                   |
| Luka Pibernik                            | 23 października 1993 | Słowenia           | Lampre-Merida (2016)                 |
| Domenico Pozzovivo                       | 30 listopada 1982    | Włochy             | AG2R La Mondiale (2017)              |
| Kanstancin Siucou                        | 9 sierpnia 1982      | Białoruś           | Dimension Data (2016)                |
| Giovanni Visconti                        | 13 stycznia 1983     | Włochy             | Movistar Team (2016)                 |
| Wang Meiyin                              | 26 grudnia 1988      | Chiny              | Wisdom-Hengxiang Cycling Team (2016) |
|                                          |                      |                    |                                      |
| Źródła: ProCyclingStats Cycling Quotient |                      |                    |                                      |

#### Zwycięstwa
Za dużo wywołań elementów z Wikidanych. Załadowano elementów: 400/400.

### 2017

#### Skład
Za dużo wywołań elementów z Wikidanych. Załadowano elementów: 400/400.

#### Zwycięstwa
Za dużo wywołań elementów z Wikidanych. Załadowano elementów: 400/400.